# Kinky
Kinky es una banda originaria de la ciudad de Monterrey, Nuevo León, México. Su música en general mezcla algunos géneros como rock, dance, samba, electrónica, funk y techno, así como una gran influencia de ritmos hispanos en cada canción. Sus letras, en la mayoría son en español, pero también incluyen temas en inglés. Forman parte del movimiento denominado Avanzada regia.
En un principio fueron descubiertos por el productor Chris Allison (The Beta Band, Coldplay), mientras se grababa el álbum del grupo Plastilina Mosh titulado Juan Manuel, en 1999, en la ciudad de Monterrey. En ese entonces, presentaron un demo de sus canciones grabado en un pequeño casete. Luego firmaron su contrato con la disquera británica Sonic 360.
Kinky sacó sus dos primeros discos bajo el sello Sonic 360 para Estados Unidos, con Sony & BMG Music para Hispanoamérica y bajo Warner Music para Europa. Ahora es distribuido de forma independiente por su propio sello Kin-Kon Records junto con Nettwerk Music para Estados Unidos, Canadá y Europa. Es distribuido por Universal Music en Iberoamérica.
Kinky se hizo conocido gracias a que muchas de sus canciones han sido usadas para publicidades televisivas y películas alrededor del mundo: Felicity, Motorola, Smirnoff Ice, Thirteen, Kingpin, Robbery Homicide, Alias, Scooby Doo, The Black Sash, Real Cancun, SSX Tricky, 2 Fast 2 Furious, Nissan Altima, Sin ton ni Sonia, Nip/Tuck, La hija del caníbal, Karen Siscon, Honda, Focused, '10-8', MUN2, AXN LAtin America, New York Minute, Without a Trace, Jesus the Driver, Man on Fire, Thirty days until I'm famous, CSi NY, Jhonny Zero, Madagascar, Car Wars, NBA TV Promos, Fox Sports, Carlitos Way, FIFA 2006, Little Big Planet, Pontiac, E-Ring, Injustice, Weeds (versión del tema de presentación) y Gossip Girl. La canción Sister twisted del disco «Reina» es utilizada por Bimbo en su comercial de la selección de fútbol de México para el campeonato mundial de Sudáfrica 2010.

## Historia
Todos los integrantes son grandes músicos,  fueron parte importante en sus grupos a principios de los 90´s en distintas agrupaciones en la ciudad de  Monterrey dentro de los cuales fueron Pasto, Sofá, Koervoz de Malta.  
La música electrónica no entraba con la fuerza de hoy, y había quienes la amaban y quienes la odiaban. Ulises estaba desarrollando la idea de mezclar trip hop con música electrónica y elementos regionales e invitó a Carlos, a quien conoció cuando estudiaban música en Los Ángeles. Éste a su vez le llamó a Gil para poner voces; los tres formaron Kinky en 1999.
Meses después Gil invitó a César, y Ulises a Omar, con quien había coincidido en Mamíferos Habituales. 
Antes de lanzarse como Kinky, Carlos y Gilberto tocaron en una banda que fusionaba sonidos de trip hop y rock llamada «Sofá» con Luis Fara de Quiero Club y Enrique Camacho de Resorte.
En el verano de 2002 compartieron escenario con Cake, De La Soul, Flaming Lips, Hackensaw Boys, y Modest Mouse en el «Unlimited Sunshine Tour» en Estados Unidos.
Durante el 2002 Kinky fue invitado a los Premios MTV Latinoamérica y cantó junto a Paulina Rubio el tema «I Was Made for Lovin' You» y su tema «Más».
En el Vive Latino del año 2004 el grupo no pudo presentarse al haber sido detenidos por haber usado el nombre de una compañía que, según el dueño, ya había registrado anteriormente. Actualmente el problema ya ha sido resuelto gracias también a la participación de Dyego Evanz, un fanático que al difundir la noticia juntó comentarios en las redes sociales para poder demostrar que Kinky es y será un nombre representativo para la banda.
Su melodía de nombre «Cornman», ha sido utilizada como parte de la banda sonora del videojuego Little Big Planet para la plataforma de videojuegos PlayStation 3.
En 2005 colaboraron con el grupo norteño-texano Intocable con la canción «Coqueta» donde realizaron acordes y ritmos al estilo de Kinky.
En 2006 en los premios MTV interpretaron junto a Julieta Venegas el tema «¿A dónde van los muertos?» y también hicieron coro en las canciones de ella «Me voy» y «Eres para mí».
En un capítulo de la serie CSI MIAMI (episodio 4x13, Silencer) Kinky inicia el capítulo con el tema «Más».
En el 2007 realizaron una canción a tributo de la banda legendaria Bronco llamada «Tres heridas».
La música de Kinky aparece en la ya conocida y muy afamada serie estadounidense Gossip Girl T2:E9 "Podria haber sangre".
En el 2010 Kinky interpuso una demanda en contra de Susana Zabaleta por utilizar la palabra «kinky» para su espectáculo «Kinky, retorcido», ya que el nombre Kinky es una marca registrada. Zabaleta ciertamente dice al inicio de su espectáculo «Kinky, este adjetivo data del año 1844, proveniente del inglés y significa 'retorcido'»; sin embargo, el Instituto Mexicano de la Propiedad Industrial le impuso una multa de $ 600,000 en un proceso legal que aún no ha terminado.
En este año también participaron en la realización del disco «Bi Mexicano: Nuestros Clásicos Hechos Rock» con la canción «Sombras nada más (Sombras)», de Francisco Lomuto y José María Contursi.
En 2011 lanzaron un nuevo sencillo llamado «Negro día», que cuenta con la colaboración de La Mala Rodríguez.
En octubre de 2011 lanzaron su álbum llamado Sueño de la máquina del cual se desprenden «Negro día» e «Intoxícame» como sencillos, en el cual se nota una evolución en la banda, que empezó desde su álbum Barracuda.
En junio de 2012 presentaron un nuevo álbum: Sueño de la Máquina en Monterrey ante 17,000 personas en un parque ubicado en San Pedro Garza García.
En 2015 el tema «Una línea de luz» recobra fuerza y se posiciona en las listas de popularidad como Top Latin Songs - Pop México de Monitor Latino.
El 30 de agosto de 2015 Kinky se presentó en el Maratón de la Ciudad de México compartiendo escenario con los Rebel Cats y Los Claxons.
A principios del 2017, colaboran con el tema «Anestesiada» para el disco El Paradise de la banda venezolana Los Amigos Invisibles.
El 07.07.17 Kinky lanza su séptimo álbum Nada Vale Más Que Tú. El disco fue producido y grabado por Gil Cerezo, Carlos Chairez y Ulises Lozano en Kinky Studios, CA. La mezcla estuvo a cargo de Justin Moshkevich (La La Land, Guardians of the Galaxy 2, MTV Unplugged Los Tigres del Norte) y Tony Hoffer (Depeche Mode, Beck, M83, Goldfrapp, Air) y fue masterizado en abril de 2017 por Manuel Jiménez (PorPartes, Ringo Starr, Mary J. Blige) en Arimaka Studio, Hollywood, CA.
El 27 de mayo de 2022 presentan "Fierrro", la última producción que se compone de 10 temas y que debido a la pandemia se terminó de grabar a la distancia.  Producido por la banda, Fierrro es un álbum en el que las fusiones características de Kinky se intensificaron y que en palabras de su baterista Omar Góngora, retoma mucho de los principios de la banda a pesar de la distancia y complicaciones. La portada en tono rosa muestra la ilustración de un cabrito en representación al lugar de origen del grupo, Monterrey N.L. De este álbum se desprenden los sencillos “Llena de Mentiras”, “Solo Tú”, “Que Retumbe”, "Solo" e "Instintos Animales" (Coproducida con Dan Solo). Los videos oficiales de estos dos últimos fueron dirigidos por Gil Cerezo y grabados en Monterrey, N.L.

## Unplugged
El 3 de junio de 2014, Kinky se convirtió en la decimoprimera banda mexicana que se unió al show acústico en vivo de MTV Unplugged. Luego de 15 años formando parte de la escena musical, Kinky decidió salir de su zona de confort y se arriesgó a reinventar su ya característico sonido para grabar un concierto acústico con el que demostraron su talento y hasta donde son capaces de llegar sus integrantes como músicos.
La banda regiomontana llegó a los Estudios Churubusco y tocó algunas de sus canciones más conocidas, al igual que unas nuevas y algunos covers como homenajes a la música regional mexicana, frente a 450 asistentes.
Gil Cerezo, Ulises Lozano, Carlos Chairez, Omar Gongora y César Pliego, acompañados por Daniela Spalla en los coros y teclado, Alice Emerson en las percusiones y Loli Molina en la guitarra y voz; subieron al escenario para interpretar nuevas versiones de «Soun tha mi primer amor», «Línea de luz» y otras de sus canciones.
También se aprovechó la ocasión especial para estrenar temas como «Ilegal» y hacer covers de «Soy lo peor» y «Para que regreses», con los que hicieron un homenaje a su manera a la música norteña, a la ranchera y a la banda.
El grupo consiguió una mezcla bien lograda de sonidos electrónicos con música regional mexicana y en algunas canciones contó con el acompañamiento de una orquesta que le aportó algo extra al renovado sonido de Kinky.
El evento también contó con invitados especiales, los cuales fueron: Voz de Mando y Beto Zapata (Grupo Pesado) en «Para poder llegar a ti», Carla Morrison en «A dónde van los muertos», La Mala Rodríguez en «Negro día» y Los Recoditos en «Ando bien pedo» / «Noche de toxinas».

## Miembros
Kinky es un quinteto de rock electrónico originario de la ciudad de Monterrey, México, integrado por Gilberto Cerezo, Ulises Lozano, Carlos Cháirez, Omar Góngora y César Pliego. Su música en general mezcla algunos géneros como rock, dance, samba, funk y techno, así como una gran influencia de ritmos latinos en cada canción.

### Miembros actuales
- Gilberto "Gil" Cerezo - Voz principal.
- Carlos Cháirez - Guitarra líder.
- César Pliego - Bajo.
- Ulises Lozano - Teclados.
- Omar Góngora - Batería.

## Discografía
| Kinky (2002) | Kinky (2002)            |
| ------------ | ----------------------- |
| 01.          | Más                     |
| 02.          | Soun Tha Mi Primer Amor |
| 03.          | Great Spot              |
| 04.          | San Antonio             |
| 05.          | Field-Goal              |
| 06.          | Mirando de Lado         |
| 07.          | Sol                     |
| 08.          | Ejercicio No. 16        |
| 09.          | Sambita                 |
| 10.          | Cornman                 |
| 11.          | Anorexic Freaks         |
| 12.          | Tonos Rosa              |
| 13.          | Noche de Toxinas        |

| Atlas (2003) |                                   |
| 1.           | Presidente                        |
| 2.           | The headphonist                   |
| 3.           | Snapshot                          |
| 4.           | Salta-Lenin-El-Atlas              |
| 5.           | Do you like it?                   |
| 6.           | Airport feelings                  |
| 7.           | Pos que se vengan                 |
| 8.           | Mino Tauro                        |
| 9.           | Not afraid                        |
| 10.          | My God is so quiet                |
| 11.          | María José                        |
| 12.          | Five rooms (Bonus track)          |
| 13.          | Semillas de menta (Bonus track)   |
| 14.          | La hija del Caníbal (Bonus track) |

| Reina (2006) |                           |
| 1.           | Sister twisted            |
| 2.           | I say hey                 |
| 3.           | Una línea de luz          |
| 4.           | Again and so on           |
| 5.           | How do they do that?      |
| 6.           | León                      |
| 7.           | Monday killer             |
| 8.           | ¿A dónde van los muertos? |
| 9.           | Lay back                  |
| 10.          | Nothing really            |
| 11.          | Uruapan breaks            |
| 12.          | Spin that wine            |

| Rarities (2006) |                                               |
| 1.              | Coqueta, 3:39                                 |
| 2.              | Oye cómo va (Extended mix), 4:29              |
| 3.              | Selva Lombardi, 2:19                          |
| 4.              | Caníbal, 4:04                                 |
| 5.              | Presidente (Money Mark remix), 3:41           |
| 6.              | Aquí es la vida, 3:49                         |
| 7.              | Soun tha mi primer amor (Bostich remix), 3:08 |
| 8.              | Five rooms, 1:47                              |
| 9.              | Más (Toy Selectah remix), 5:03                |
| 10.             | El Pato, 3:51                                 |
| 11.             | Oye cómo va (Lazyboy instrumental), 3:33      |
| 12.             | Más (Live), 4:04                              |
| 13.             | The headphonist (Live), 4:54                  |
| 14.             | Sol (Live), 5:32                              |

| Reina de lujo (CD+DVD) (2007, compilación) |                                                   |
|                                            | CD                                                |
| 1.                                         | Mexican radio                                     |
| 2.                                         | Quiero que me quieras                             |
| 3.                                         | Sister twisted                                    |
| 4.                                         | Una línea de luz                                  |
| 5.                                         | Again and so on                                   |
| 6.                                         | How do they do that?                              |
| 7.                                         | León (Grrrrr mix)                                 |
| 8.                                         | Monday killer                                     |
| 9.                                         | ¿A dónde van los muertos?                         |
| 10.                                        | Lay back                                          |
| 11.                                        | Nothing really                                    |
| 12.                                        | Tres heridas                                      |
| 13.                                        | Uruapan breaks                                    |
| 14.                                        | I say hey                                         |
| 15.                                        | Spin that wine                                    |
| 16.                                        | Nothing really (Chico Sonido remix)               |
| 17.                                        | ¿A dónde van los muertos? (Brazilian Girls remix) |
| 18.                                        | Una línea de luz (Toy Selectah remix)             |
|                                            | DVD                                               |
| 1.                                         | ¿A dónde van los muertos?                         |
| 2.                                         | Una línea de luz                                  |
| 3.                                         | Sister twisted                                    |
| 4.                                         | León                                              |
| 5.                                         | Mexican radio                                     |
| 6.                                         | EPK (Versión extendida)                           |
| 7.                                         | Fotogalería                                       |

| Barracuda (2008) |                                   |
| 1.               | Hasta quemarnos                   |
| 2.               | Papel volando                     |
| 3.               | Those girls (con Randy Ebright)   |
| 4.               | Avión                             |
| 5.               | Diablo azul                       |
| 6.               | Masacre sónica                    |
| 7.               | The day I lost the beat           |
| 8.               | Marcha atrás (Viaje a la semilla) |
| 9.               | TachiMariPedonCocongo             |
| 10.              | Fuego en la fábrica               |
| 11.              | Por la boca                       |
| 12.              | El tiempo                         |
| 13.              | We proudly present                |
| 14.              | Mis pasos, tus huellas            |

| Sueño de la máquina (2011) |                                   |
| 1.                         | Inmóvil                           |
| 2.                         | Perfecta                          |
| 3.                         | Negro día (con La Mala Rodríguez) |
| 4.                         | Tripolar                          |
| 5.                         | Después del after                 |
| 6.                         | Alma de neón                      |
| 7.                         | Intoxícame                        |
| 8.                         | Back in 1999                      |
| 9.                         | Se borró la noche                 |
| 10.                        | Control (con Dante Spinetta)      |

| MTV Unplugged (2014) | MTV Unplugged (2014)                                                   |
| -------------------- | ---------------------------------------------------------------------- |
| 01.                  | Sound tha mi primer amor                                               |
| 02.                  | Huracán                                                                |
| 03.                  | Para poder llegar a Ti (Ft. Voz de Mando y Beto Zapata (Grupo Pesado)) |
| 04.                  | Sin palabras                                                           |
| 05.                  | ¿A dónde van los Muertos? (Ft. Carla Morrison)                         |
| 06.                  | Yo Soy Lo Peor                                                         |
| 07.                  | Negro día (Ft. La Mala Rodríquez)                                      |
| 08.                  | Una Línea de Luz                                                       |
| 09.                  | Ilegal                                                                 |
| 10.                  | Para Que Regreses                                                      |
| 11.                  | Hasta quemarnos                                                        |
| 12.                  | Vuelve                                                                 |
| 13.                  | Bien Pedo, Bien Loco (Ft. Banda Los Recoditos)                         |

| Nada Vale Más Que Tú (2017) | Nada Vale Más Que Tú (2017)        |
| --------------------------- | ---------------------------------- |
| 01.                         | Un Peso                            |
| 02.                         | Te Vas                             |
| 03.                         | Charro Negro (Ft. Pepe Aguilar)    |
| 04.                         | Desaparecer                        |
| 05.                         | Acento En La U (Ft. Mariel Mariel) |
| 06.                         | Loco                               |
| 07.                         | Qué Calor (Ft. Jarina De Marco)    |
| 08.                         | Pastillas (Ft. Adrián Dargelos)    |
| 09.                         | Nación                             |
| 10.                         | Fly (Ft. MLKMN)                    |

| Fierrro (2022) | Fierrro (2022)     |
| -------------- | ------------------ |
| 01.            | Solo               |
| 02.            | Bye Bye            |
| 03.            | Quiero Todo de Ti  |
| 04.            | Instintos Animales |
| 05.            | Llena de Mentiras  |
| 06.            | Que Retumbe        |
| 07.            | Cadillac de Noche  |
| 08.            | Solo Tú            |
| 09.            | Nada Nos Tumbará   |
| 10.            | Se Acabó           |

## Videoclips

### 2000
- Cornman (usada en el videojuego little big planet: edición juego del año)

### 2003
- Soun tha mi primer amor
- Ejercicio #16
- Mirando de lado
- Great spot
- Caníbal (con Lupe Esparza)
- Presidente

### 2004
- María José

### 2005
- Oye cómo va

### 2006
- Sister twisted
- ¿A dónde van los muertos? (con Ely Guerra)

### 2007
- Uruapan breaks
- Una línea de luz
- Mexican radio
- León

### 2008
- Avión
- Hasta quemarnos

### 2009
- Those girls (con Randy Ebright, de Molotov)
- Marcha atrás

### 2011
- Negro día (con La Mala Rodríguez)
- Intoxícame

### 2012
- Inmóvil
- ‘’Después del After

### 2013
- Los Ángeles Azules «Cómo te voy a olvidar», con Kinky
- Leandro Ríos «Todo Bien», con Cesar Pliego

### 2014
- «¿A Dónde van los Muertos? (MTV Unplugged)» (con Carla Morrison)

### 2015
- Una línea de luz (MTV Unplugged)
- Para que regreses (MTV Unplugged)

### 2016
- Desaparecer
- Macho

### 2017
- Te Vas (con Ana Claudia Talancón)
- Acento En La U (con Mariel Mariel)

### 2018
- Fly (con MLKMN)

- Loco (dirigido por Gil Cerezo)

### 2019
- Llena de Mentiras

### 2020
- Sólo Tú
- Se Acabó[3]
- Sueño Fronterizo (Nortec feat. Kinky)
- Que Retumbe
- Bye Bye

### 2022
- Solo (dirigido por Gil Cerezo)
- Instintos Animales (dirigido por Gil Cerezo)